# Sachliteratur
Sachliteratur (Gegensatz: Belletristik) ist ein Teilgebiet der Literatur. Mit Sachliteratur bezeichnet man diejenigen Werke, die in erster Linie einen Gegenstand darstellen wollen (englisch: non fiction). 
Die Abgrenzung zur Fachliteratur ist fließend, man kann jedoch grob unterscheiden, dass Sachliteratur ein weiter gefasster Begriff ist, der zum Beispiel auch populärwissenschaftliche Texte umfasst.
Zur Sachliteratur zählen:
- Sachbücher
- Tagebücher, Memoiren, historische und biografische Literatur (teils an der Grenze zum Belletristischen)
- Reiseliteratur (ebenfalls teils an der Grenze zum Belletristischen)
- die Fachliteratur im eigentlichen Sinne
- Nachschlagewerke aller Art
- Zeitschriften, Journale etc. und die
  - einzelnen, in ihnen enthaltenen Sachartikel
- Sach-Publikationen im Internet

Heute wird die Sachliteratur zunehmend in Form elektronischer Medien publiziert, vor allem auf CD-ROM oder DVD und auf speziellen Websites.